# Gnomidolon
Gnomidolon är ett släkte av skalbaggar. Gnomidolon ingår i familjen långhorningar.

## Dottertaxa tillGnomidolon, i alfabetisk ordning[1]
- Gnomidolon amaurum
- Gnomidolon analogum
- Gnomidolon basicoeruleum
- Gnomidolon bellulus
- Gnomidolon bellus
- Gnomidolon biarcuatum
- Gnomidolon bipartitum
- Gnomidolon bonsae
- Gnomidolon bordoni
- Gnomidolon brethesi
- Gnomidolon cingillum
- Gnomidolon colasi
- Gnomidolon conjugatum
- Gnomidolon cruciferum
- Gnomidolon denticorne
- Gnomidolon elegantulum
- Gnomidolon fraternum
- Gnomidolon friedi
- Gnomidolon fuchsi
- Gnomidolon gemuseusi
- Gnomidolon glabratum
- Gnomidolon gounellei
- Gnomidolon gracile
- Gnomidolon grantsaui
- Gnomidolon guianense
- Gnomidolon hamatum
- Gnomidolon humerale
- Gnomidolon ignicolor
- Gnomidolon incisum
- Gnomidolon insigne
- Gnomidolon insulicola
- Gnomidolon laetabile
- Gnomidolon lansbergei
- Gnomidolon longipenne
- Gnomidolon maculicorne
- Gnomidolon melanosomum
- Gnomidolon meridanum
- Gnomidolon musivum
- Gnomidolon nanum
- Gnomidolon nigritum
- Gnomidolon nympha
- Gnomidolon oeax
- Gnomidolon opacicolle
- Gnomidolon ornaticolle
- Gnomidolon pallidicauda
- Gnomidolon parallelum
- Gnomidolon peruvianum
- Gnomidolon picipes
- Gnomidolon picticorne
- Gnomidolon pictum
- Gnomidolon pilosum
- Gnomidolon primarium
- Gnomidolon proseni
- Gnomidolon proximum
- Gnomidolon pubicolle
- Gnomidolon pulchrum
- Gnomidolon rubricolor
- Gnomidolon simplex
- Gnomidolon sinopium
- Gnomidolon subfasciatum
- Gnomidolon suturale
- Gnomidolon sylvarum
- Gnomidolon tomentosum
- Gnomidolon ubirajarai
- Gnomidolon wappesi
- Gnomidolon varians